# Monster Hunter Freedom
 (avril 2010).
Si vous disposez d'ouvrages ou d'articles de référence ou si vous connaissez des sites web de qualité traitant du thème abordé ici, merci de compléter l'article en donnant les références utiles à sa vérifiabilité et en les liant à la section « Notes et références ».
Monster Hunter Freedom, en version originale Monster Hunter Portable (モンスターハンター ポータブル), est un jeu vidéo de type action-RPG développé par Capcom Production Studio 1 et édité par Capcom en 2005 au Japon, et en 2006 en Europe sur PlayStation Portable.
Dans ce jeu, le joueur incarne un chasseur devant éliminer monstres et dragons. Au fil des quêtes, il se crée un arsenal de plus en plus puissant, et donc pourra affronter des bêtes de plus en plus puissantes. Le principal intérêt du jeu est de pouvoir jouer à 4 en mode local.
C'est grâce à ce jeu que la franchise Monster Hunter a décollé. Celui-ci a réalisé un bon démarrage de plus de 100 000 exemplaires ce qui en faisait à l'époque le meilleur démarrage de la console. Le jeu est resté longtemps classé dans les meilleures ventes et a finalement dépassé le million d'exemplaires après sa baisse de prix, devenant la meilleure vente de la console au Japon.